# سارا جوزيف
سارا جوزيف (بالإنجليزية: Sarah Joseph)‏‏ (10 فبراير 1946 - )؛ كاتِبة، وروائية، وكاتبة قصص قصيرة من الهند.

## الجوائز
- جائزة كيرالا ساهيتيا أكاديمي [الإنجليزية]‏
- جائزة أكاديمية شايتا  [لغات أخرى]‏
- Vayalar Award [الإنجليزية]‏[5]